# Pierre Camille Le Moine
Pierre Camille Le Moine est un archiviste français né à Paris en 1723 et mort en 1800, auteur d'un des premiers manuels d'archivistique.

## Biographie
Le Moine est né le 21 décembre 1723 à Paris. Son enfance est peu connue ; il travailla un temps avec son père, marchand.
Il passa un temps au sein d'une communauté de moines Mauristes qui exercèrent une influence sur ses futures activités archivistiques.[réf. nécessaire]
Au début des années 1750, il se forme à Tours, auprès de Guillaume Roussel, archiviste de la cathédrale Saint-Martin de Tours et Guillaume Gérou (1701-1767) à l'abbaye de Marmoutier. Son intérêt se porte en particulier aux documents médiévaux et les archives seigneuriales et ecclésiastiques deviendront progressivement le principal objet de son expertise.
Le Moine est engagé par le chapitre de Toul à partir du 23 octobre 1756, contre un traitement annuel de 1.200 livres.
Le 10 août 1757, il signe l'inventaire des archives de l'église de Toul en tant que « Le Moine, de Paris, de l'Académie des sciences de Metz et  de Rouen, archiviste et secrétaire de l'église de Toul. » ; il était également membre de l'académie de Châlons-sur-Marne.
En 1765, Le Moine est archiviste du chapitre de la métropole de Lyon, selon la page de titre de l'ouvrage qu'il publie cette année-là : la Diplomatique pratique. Outre l'intérêt intrinsèque de l'ouvrage et l'influence qu'il aura sur les pratiques archivistiques, la liste des souscripteurs de l'ouvrage - en tête du volume - tend à montrer la large notoriété de Le Moine.
En 1786, Le Moine est également présenté comme avocat au Parlement.
Il aurait également été archiviste à Amiens.
Son fils, C. J. F., sera également archiviste.

## Inventaires et travaux de Le Moine
À Reims
- Inventaire des chartes de l'archevêché duché-pairie de Reims, divisé en 5 parties, [avant 1782], grand in-folio de 747 p[9].
- Inventaire des chartes de l'abbaye de Saint-Thierry près de Reims[10], 1782, 692 p. in-folio[11]. Disponible, ou l'ayant été, aux archives départementales de la Marne, alors à Châlons ; un double se trouvait dans les archives de Reims.
- Inventaire des chartes, titres et documents de l'église métropolitaine de Reims, 1785. Disponible ou l'ayant été aux archives de Reims[12].
- Inventaire des titres et chartes du monastère de l'Incarnation des religieuses carmélites de Reims, de la réforme de sainte Thérèse, fondée en l'année 1633, 1786, 165 p., in-folio[13].
- Inventaire des chartes de l'hôtel de ville de Reims, 1787[14]. Bibliothèque nationale de France, ms. fr. 8336[15]
- Inventaire des archives du chapitre de Reims[16]

Ailleurs
- Inventaire des chartes et titres de l'église cathédrale de Saint-Etienne de Chaalons (...), 1777, 6 gros volumes in-folio[5].
- Inventaire des archives de l'église de Toul, manuscrit achevé le 10 août 1757[17], archives départementales de Meurthe-et-Moselle, G 1381 et sq. - semble-t-il, désormais détruit[18].
- Analyse du testament de sainte Fare, fondatrice et première abbesse de Faremoutiers, morte le 3 avril 657[19].
- Recueil des délibérations capitulaires les plus intéressantes prises dans les chapitres généraux et particuliers depuis 1630 jusqu'en 1760 inclusivement, concernant l'administration intérieure de l'église, le cérémonial, la discipline, le canonicat, les bénéfices, les dignités, les offices de l'église, les fixes des curés et patronages, les réparations des églises, les offices des judicatures et autres matières sur lesquelles on est souvent dans la nécessité de recourir, rédigé en forme de dictionnaire par Le Moine, archiviste et secrétaire de l'église de Toul, présenté au chapitre général des Cendres du 10 mars 1764, 2 vol., archives départementales de Meurthe-et-Moselle, G 104-105[20]

## Publications
- Réponse de Mr. Le Moine, archiviste de MM. les comtes de Lyon des académies de Metz, et de Rouen, à la lettre de M. de Lumina, 4 p. Lire en ligne.
- Diplomatique pratique ou Traité de l'arrangement des archives, A Metz, chez Joseph Antoine, 1765. Lire sur Internet Archive. Rééd. en 1782.
- Claude-François Ménestrier, Nouvelle méthode raisonnée du blason : ou l’art de l’héraldique, mis en ordre et augmenté par Pierre Camille Le Moine, Lyon, Pierre Bruyset Ponthus, 1770 (OCLC 717110989). Nouvelle édition de ce classique de l'héraldique publié en 1696, remaniée par Pierre-Camille Le Moine.
- Supplément a la Diplomatique-pratique de M. Le Moine : contenant une méthode sûre pour apprendre à déchiffrer les anciennes écritures, & arranger les archives ; avec cinquante-trois planches, tant des alphabets, abréviations, que des titres anciens & gotiques, A Paris : Chez Despilly, libraire ..., M. DCC. LXXII [1772].
- Joseph Battheney[21], L'archiviste françois ou Méthode sure pour apprendre à arranger les archives et déchiffrer les anciennes écritures, fut d'abord édité à la suite de l'ouvrage de Le Moine, puis connut une seconde édition, à Paris, Le Clerc, 1775, 52 p., in-4°[22].
- Notice sur l'ancienne musique dans l'église de Reims, par Le Moine, archiviste[23].

## Archives
- Lettre de Le Moine à dom Calmet. In : Nouveaux documents inédits sur la correspondance épistolaire de Dom Calmet, Mémoires de la société d'archéologie lorraine, 3e série, 2e vol., Nancy, Crépin-Leblond, 1874, p. 174-175.
- Lettre de Le Moine au chapitre de Cambrai, datée du 26 décembre 1773[24].